# ヨズクハデ
ヨズクハデは、島根県石見地方での刈り取った稲束を天日干しする為に稲束を作る技術。「島根の60景」「日本の米作りの里100選」に選ばれている。

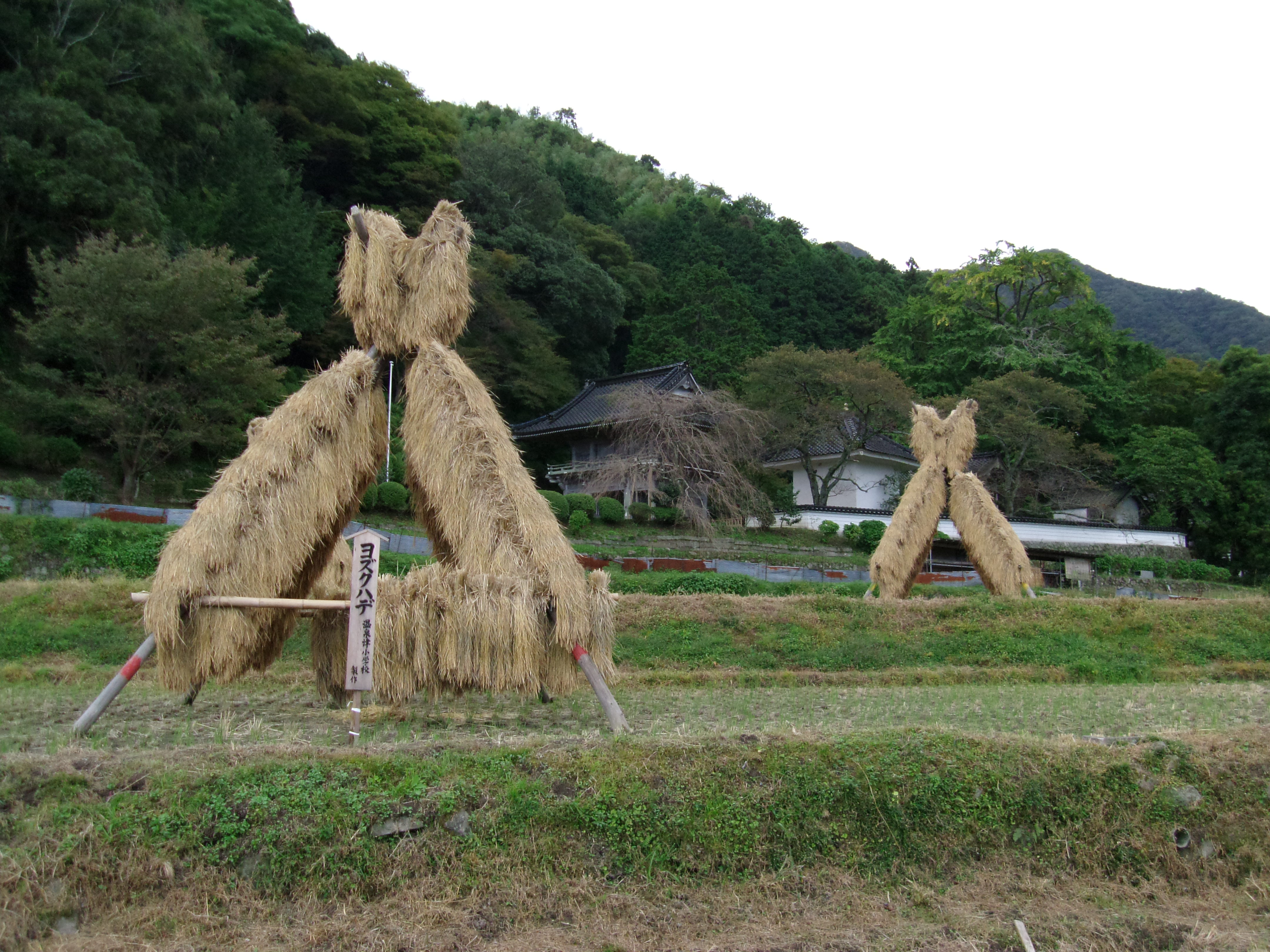
ヨズクハデ

## 概要
名称はその「ハデ」（稲木）が「よずく」（みみずく、ふくろうの方言）に似ていることから「ヨズクハデ」と呼ばれている。約6メートルの丸太4本を四角錐型に組んだ形を基本構造とし、高さ・幅ともに約5メートルに調整し、下の方から稲束を順序よく架けていく。立体的な構造をとるので安定性がよく、また、狭い面積でも効率的に稲を乾燥させることができ、ヨズクハデ1基で米5俵分の稲を架けることができるとされる。
2009年1月にその製作技術が国の重要無形文化財に指定された。2009年3月11日には大田市温泉津町の「西田のヨズクハデ製作技術」が記録作成等の措置を講ずべき無形の民俗文化財にも指定されている。また、大田市と同じ石見地方にある益田市でも2015年から西田「ヨズクハデ」保存会から教えを請いヨズクハデを始まった。

## 発祥
伝説によると、現在の島根県大田市温泉津町日祖に上陸した上津綿津美神・上筒男神の二柱の神が、他の神と別れ新しい土地を探しに行った。やがて温泉津町西田にたどり着いた神はそこにそびえる水上山の姿が気に入り鎮座し、道中の海辺で漁網を干すやり方を取り入れたヨズクハデを人々に教えたとされている。